# كاستل موروني
كاستل موروني (بالإيطالية: Castel Morrone)‏ هي كومونا في مقاطعة كزرتة في منطقة كمبانية الإيطالية، وتقع على بعد 35 كيلومترًا (22 ميلًا) شمال نابولي، و6 كيلومترات (4 ميل) شمال كزرتة.